# Philocaenus geminus
Philocaenus geminus är en stekelart som beskrevs av Van Noort 1994. Philocaenus geminus ingår i släktet Philocaenus och familjen fikonsteklar.
Artens utbredningsområde är Uganda. Inga underarter finns listade i Catalogue of Life.